# Hallelujah (Canned Heat)
Hallelujah è un album dei Canned Heat pubblicato nel 1969. È stato ristampato nel 2001 con quattro brani 
aggiuntivi.

## Tracce
1. Same All Over (Canned Heat) – 2:51
2. Change My Ways (Alan Wilson) – 2:47
3. Canned Heat (Bob Hite) – 4:22
4. Sic 'em Pigs (Hite, Booker T. White) – 2:41
5. I'm Her Man (A. Leigh) – 2:55
6. Time Was (Wilson) – 3:21
7. Do Not Enter (Wilson) – 2:50
8. Big Fat (The Fat Man) (Dave Bartholomew, Fats Domino; adattata da Hite) – 1:57
9. Huautla (V. Wolf) – 3:33
10. Get Off My Back (Wilson) – 5:10
11. Down in the Gutter, But Free (Canned Heat) – 5:37

1. Brani aggiuntivi presenti nella ristampa su CD del 2001:
2. Time Was - Single Version (Wilson) - 2:34
3. Low Down (Canned Heat) - 2:30
4. Poor Moon (Wilson) - 2:43
5. Sic 'Em Pigs - Single Version (Hite, Booker T. White) - 1:54

## Musicisti
- Bob Hite — voce; armonica in Big Fat (The Fat Man)
- Alan Wilson — chitarra slide, voce, armonica a bocca
- Henry Vestine — chitarra solista; basso in Down in the Gutter, But Free
- Larry Taylor — basso elettrico; chitarra elettrica in Down in the Gutter, But Free
- Fito de la Parra — batteria

Altri musicisti
- Ernest Lane — pianoforte in Same All Over
- Mark Naftalin — pianoforte in I'm Her Man e Down in the Gutter, But Free
- Elliot Ingber — voce in Same All Over e Down in the Gutter, But Free
- Skip Diamond — voce in Same All Over e Down in the Gutter, But Free
- Javier Batiz — voce in Same All Over
- Mike Pacheco — bongos in Huautla

Produzione
- Skip Taylor and Canned Heat — produttore discografico
- Rich Moore — tecnico del suono
- Registrato al I. D. Sound Recorders, Hollywood, California. Gennaio, febbraio, marzo, aprile e maggio, 1969.